# 짚신깍지벌레

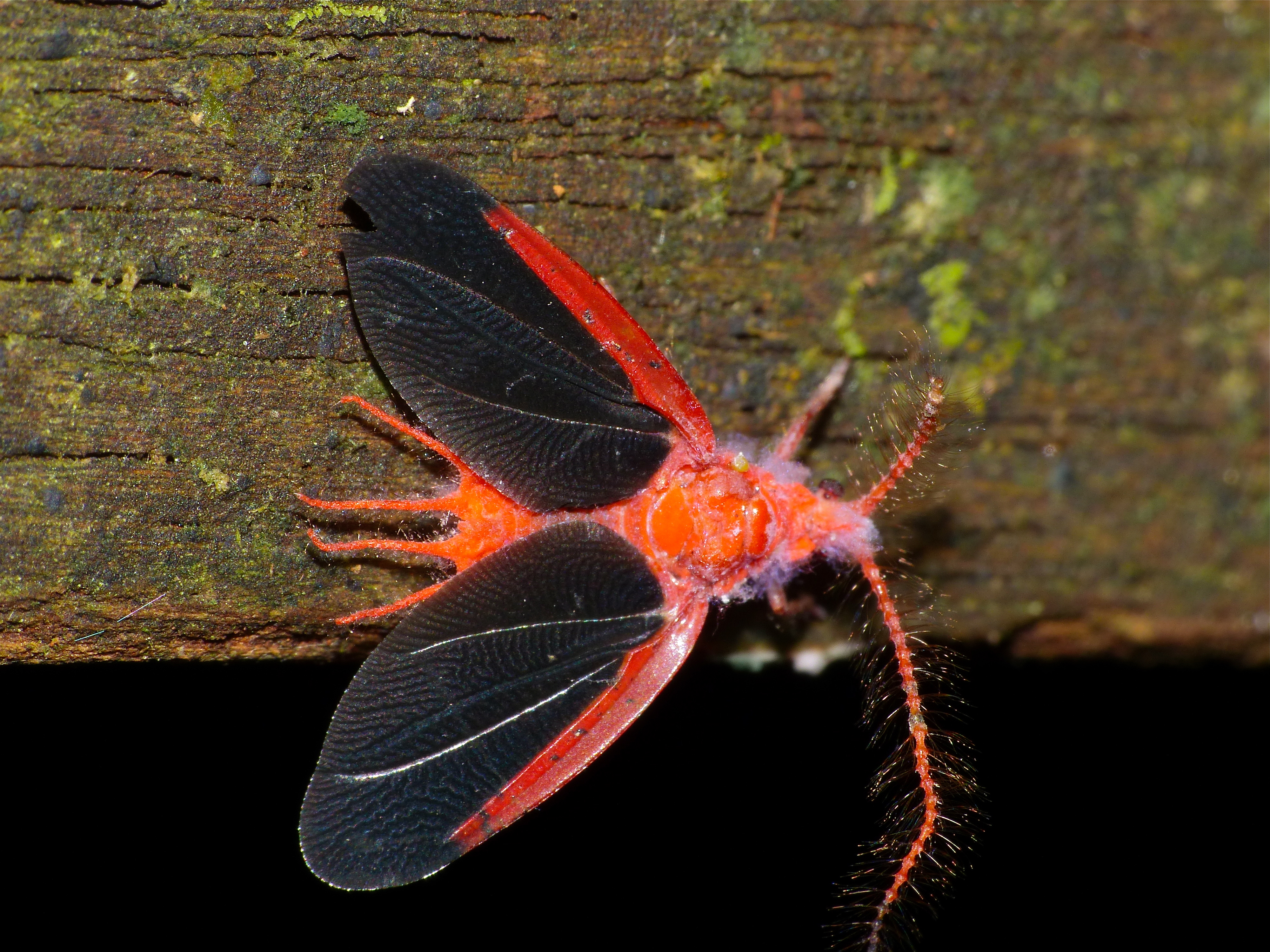

짚신깍지벌레(Drosicha corpulenta)는 몸길이 7.8∼10mm, 너비 4∼5.5mm이다. 암컷 성충은 몸이 납작한 편이고 등면은 약간 주름져 있다. 몸에 알을 갖게 되면 점점 몸이 통통해지며 커진다. 모양은 타원형이고 등면이 배면보다 솟아올라 있다. 수컷은 날개가 있으나 암컷은 없다. 몸빛깔은 어두운 갈색이고 가장자리는 귤빛이며 등면의 정중선은 연하다. 배면은 연한 황갈색이고 가장자리는 노란빛을 띤 오렌지색이다. 배면 끝 부근 제6·7마디 사이에 뚜렷한 붉은색의 분비샘 구멍이 있다.

## 피해수목
- 참나무류, 구실잣밤나무, 느티나무, 팔손이 등이 있다.[2]

## 피해양상
- 기주식물의 줄기나 가지를 흡즙해 그을음병을 유발한다.[1]

## 생태 및 생활사
- 년1회 발생하며 약충(若蟲)으로 월동한다. 2령충(齡蟲)과 3령충은 각각 2월과 4월에, 성충은 5월 중순에 출현하며 나뭇가지의 균열된 틈이나 낙엽 밑에 솜덩어리와 같은 알주머니를 만들고 그 속에 산란한다. 산란기간은 2~3주일, 난기간은 180일이고 암수구별은 2령 말기부터 가능하다. 수컷은 용기(踊期)를 거쳐 우화한다. 수명은 2~3일이다.[2]

## 방제방법
- 큰 피해를 주는 일은 적으나 발견 즉시 피해 가지를 제거한다. 4~5월의 성충 발생시기나 12월경의 약충 발생시기에 메치온유제(乳劑), 기계유유제를 살포한다.[2]